# Chlorochaeta amoenaria
Chlorochaeta amoenaria är en fjärilsart som beskrevs av Charles Oberthür 1880. Chlorochaeta amoenaria ingår i släktet Chlorochaeta och familjen mätare. Inga underarter finns listade i Catalogue of Life.